# Angela Ahrendts
Angela Ahrendts (New Palestine, Indiana, 12 de junio de 1960) es una empresaria estadounidense. Fue directora general de Burberry desde 2006 hasta 2014. El 14 de octubre de ese año fichó por Apple para supervisar sus tiendas minoristas y en línea desde mediados de 2014. Ahrendts es actualmente la n.º 15 en la lista de Forbes "Las 100 Mujeres más poderosas del mundo".

## Juventud
Con seis hermanos, Ahrendts nació y se crio en New Palestine, Indiana, un barrio a las afueras de Indianápolis. Obtuvo una licenciatura en Merchandising y Marketing por la Universidad Estatal de Ball, Muncie, Indiana. Allí también obtuvo un Doctorado Honorario en Humanidades en 2010.

## Carrera profesional
Después de pasar por la Universidad, Angela llegó a la ciudad de Nueva York con la intención de trabajar en la industria de la moda. Después de pasar por una serie de cargos, entre ellos el en el departamento de merchandising del fabricante de sujetadores Warnaco. Posteriormente, Ahrendts fichó por Donna Karan Internacional en 1989, donde trabajó en el desarrollo de su marca de lujo internacional y en la concesión de licencias. Seguidamente, en 1996 fue contratada en la empresa Henri Bendel por Leslie Wexner para la expansión del negocio. Sin embargo, este proyecto fue cancelado por el consejo de dirección solo dos años después.
Ya en 1998 se incorporó a Fifth & Pacific Companies como vicepresidenta de Comercialización y Diseño Corporativo. En 2001 fue nombrada vicepresidenta sénior de Merchandising Corporativo y el presidenta del Grupo. Fue responsable de la comercialización de 20 marcas, entre las que se encontraban Laundry by Shelli Segal, Lucky Brand Dungarees o Liz Claiborne. En el año 2002 fue promovida de nuevo para ocupar el puesto de vicepresidenta ejecutiva, que conllevaba la responsabilidad de la línea completa de productos de Liz Claiborne.
Ahrendts fue fichada por Burberry en enero de 2006 y asumió el cargo de CEO el 1 de julio de 2006, en sustitución Rose Marie Bravo. Ahrendts revirtió casi de inmediato la caída de prestigio de la marca. El valor de la empresa se elevó durante su mandato desde los 2.000 millones de libras a más de 7.000 millones. La CNN informó en 2013 que en 2012 Ahrendts era el CEO mejor pagado en el Reino Unido, con un sueldo anual de 26.300.000 dólares.
El 15 de octubre de 2013 se anunció que Ahrendts dejaría Burberry en la primavera de 2014 para fichar por Apple, como miembro de su equipo ejecutivo, ocupar el cargo de vicepresidenta sénior y supervisar sus tiendas minoristas y en línea. Su  salario a 2014, es de US$ 73,1 millones

## Vida personal
Ahrendts conoció a su marido Gregg en la escuela primaria y se casaron cuando cumpieron los 30 años, después de sobrellevar una relación a distancia durante 17 años. La pareja tiene tres hijos y en la actualidad vive en una casa de 1.100 m² en Londres.